# Джабир ибн Хайян
Абу Муса Джабир ибн Хайян аль-Азди (араб. أبو موسى جابر بن حيان الأزدي‎; Тус, ок. 721, — Эль-Куфа, ок. 815) — арабский алхимик, врач, фармацевт, математик и астроном. Родился в городе Тус, в семье аптекаря Хайяана аль-Азди, происходившего из Йемена. В средневековой Европе был известен под латинизированным именем Гебер (Geber).
Джабир ибн Хайян составил комментарии к «Началам» Евклида и к «Альмагесту» Птолемея. Ему принадлежат «Книга о построении астролябии», «Изящный зидж», «Книга о положении светил», «Книга о зеркалах». Будучи известным врачом, он написал «Книгу ядов и противоядий» и «Книгу милосердия».

## Алхимия

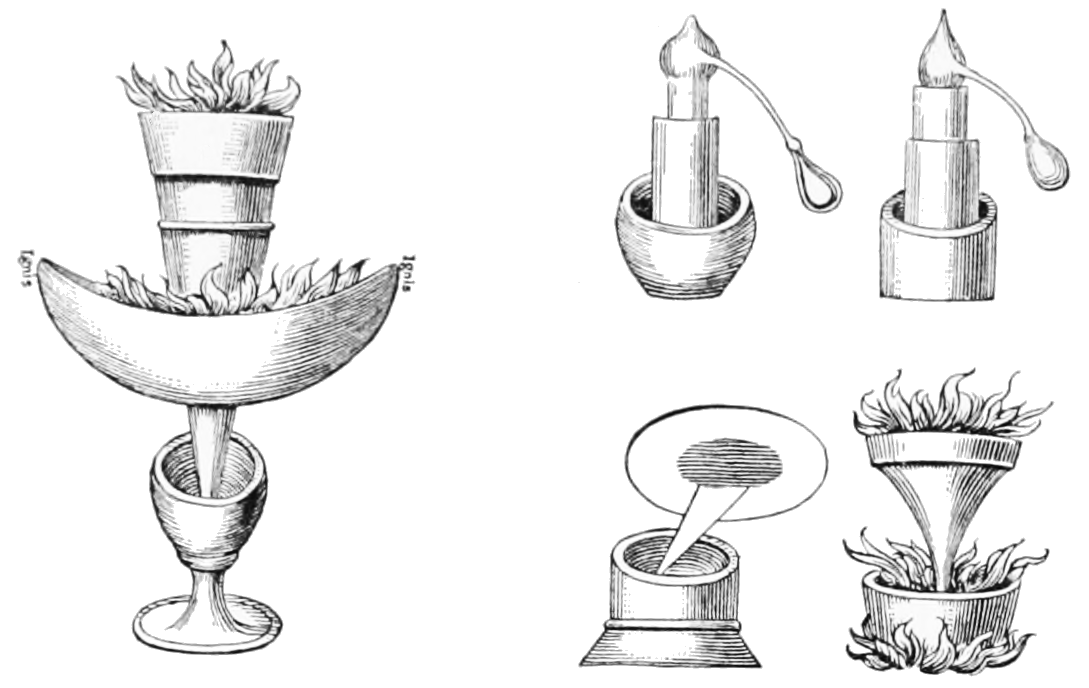
Иллюстрация различных экспериментов и инструментов, используемых Джабиром ибн Хайяном.

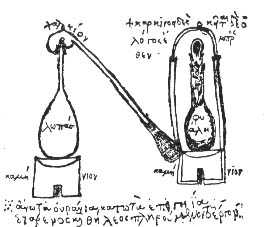
Амбикс, кукурбит и реторта Зосима из Марселена Бертло, «Коллекция древнегреческих алхимиков» (3 т., Париж, 1887—1888).

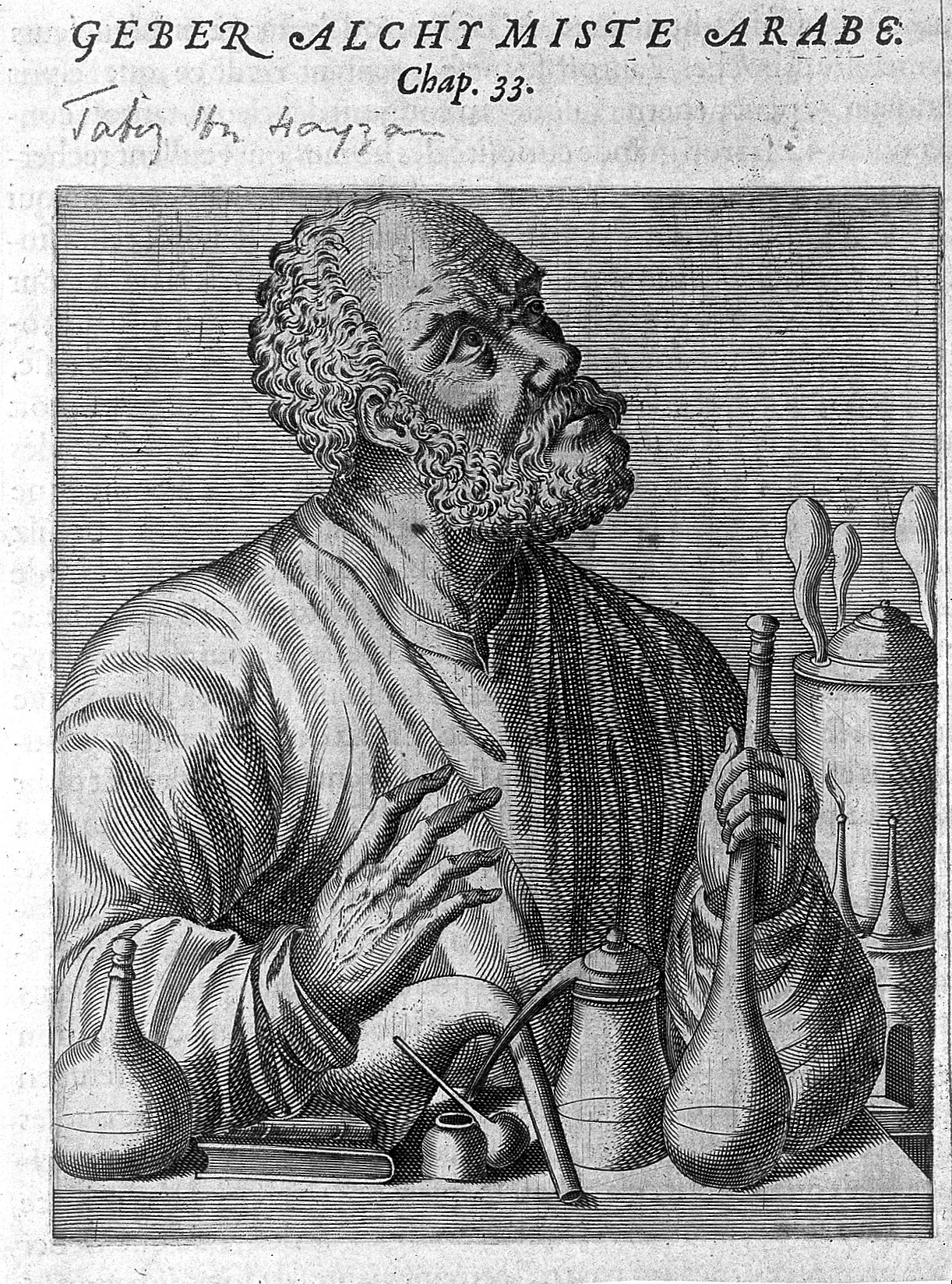
Европейское изображение «Гебера».

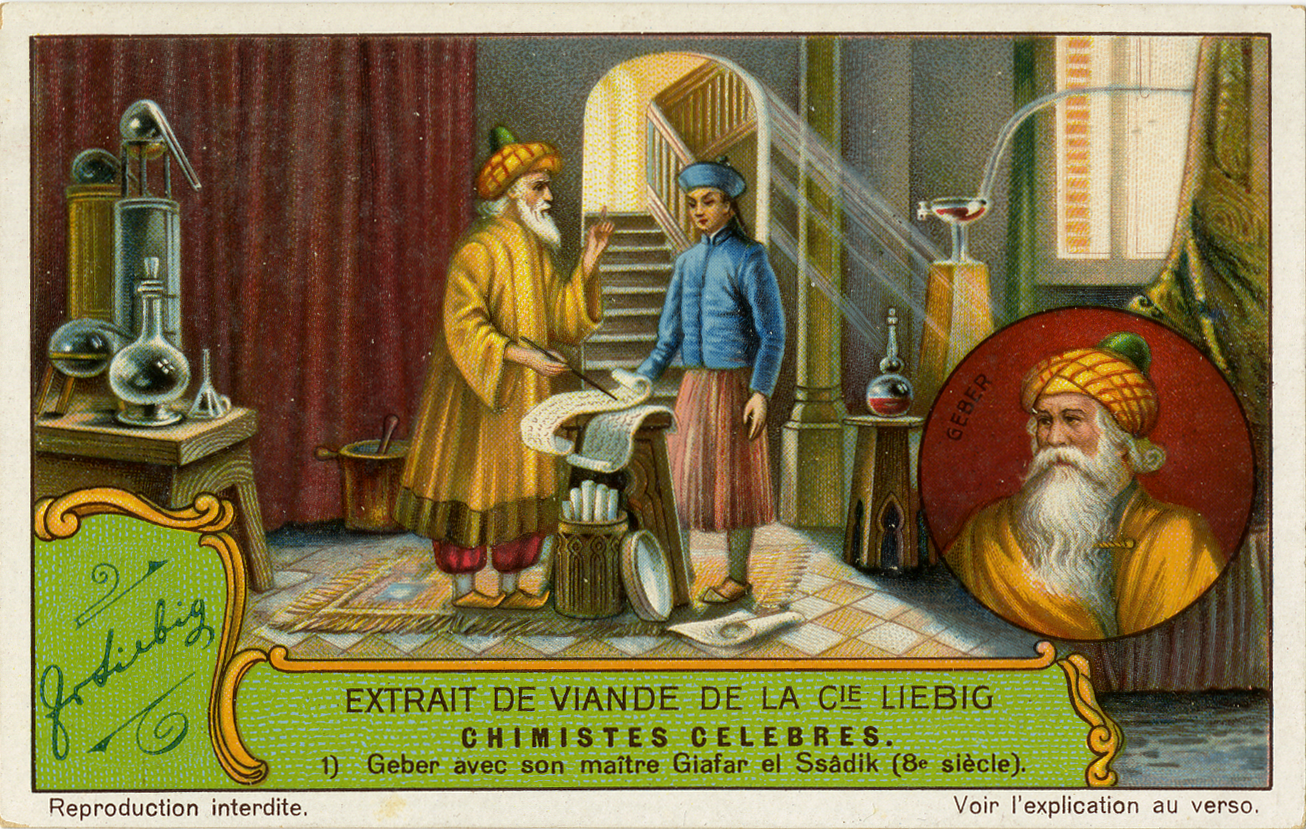
Гебер, Знаменитые химики, визитная карточка компании Экстракт Либига из мясной компании, 1929 г.

Полагают, что сам Джабир ибн Хайан является первым теоретиком деления ядра всего нескольких работ из сотен алхимических трактатов, подписанных его именем. Алхимия в этих трактатах следует идеям Аристотеля о четырёх элементах-стихиях, носителях четырёх качеств: теплоты, холода, влажности и сухости. Многие из этих трудов носили теоретический или мистический характер, в других приводились подробные описания лабораторных экспериментов. Трактаты Джабира имели чрезвычайно высокий авторитет и влияние как в арабской, так и в западноевропейской алхимии.
Среди сочинений Джабира ибн Хайяна наиболее интересна «Книга семидесяти», представляющая собой своего рода энциклопедию, состоящую из 70 глав, посвящённых различным теологическим, политическим и естественнонаучным вопросам. В последних главах «Книги семидесяти» он приводит сведения о металлах и минералах.
Из разнообразных веществ, встречающихся в природе, в центре внимания Джабира находятся семь металлов; много внимания он уделяет и минералам. Чтобы дать характеристики свойств всех этих веществ, в особенности таких специфических свойств металлов, как плавкость, ковкость и металлический блеск, Джабиру явно недостаточно четырёх аристотелевых элементов-стихий. Поэтому Джабир предлагает ртутно-серную теорию происхождения металлов: вводит представление о начале металличности (философской Ртути) и начале горючести (философской Серы) как двух составных частях металлов. Сера рассматривается им в качестве принципа горючести, Ртуть — принципа металличности.
Согласно учению Джабира, сухие испарения, конденсируясь в земле, дают Серу, мокрые же — Ртуть. Сера и Ртуть, соединясь затем в различных отношениях, и образуют семь известных металлов. Золото как наиболее совершенный металл образуется, только если вполне чистые Сера и Ртуть взяты в наиболее благоприятных соотношениях. В земле, согласно Джабиру, образование золота и других металлов происходит постепенно и медленно. «Созревание» золота можно ускорить с помощью некоего «медикамента» или «эликсира», который приводит к изменению соотношения Ртути и Серы в металлах и к превращению последних в золото и серебро.
Джабир ибн Хайян описывает также различные химические операции (перегонку, возгонку, растворение, кристаллизацию и др.), а также некоторые химические препараты (купоросы, квасцы, щёлочи, нашатырь и др.), излагает способы получения уксусной кислоты, слабого раствора азотной кислоты, свинцовых белил.

## Сочинения
- E. J. Holmyard (ed.) The Arabic Works of Jabir ibn Hayyan, translated by Richard Russel in 1678. New York, E. P. Dutton (1928); Also Paris, P. Geuther.
- Syed Nomanul Haq, Names, Natures and Things: The Alchemists Jabir ibn Hayyan and his Kitab al-Ahjar (Book of Stones), [Boston Studies in the Philosophy of Science] (Dordrecht: Kluwer Academic Publishers, 1994), ISBN 0-7923-3254-7.